# Rapsodie espagnole
Pour les articles homonymes, voir Rhapsodie espagnole.
La Rapsodie espagnole est une suite pour orchestre composée par Maurice Ravel en 1907.
Il s'agit de la première œuvre majeure pour orchestre seul du musicien alors âgé de trente-deux ans, dix ans après l'Ouverture de Shéhérazade. L'œuvre porte la référence M.54, dans le catalogue des œuvres du compositeur établi par le musicologue Marcel Marnat.

## Histoire

### Influences
Ravel a subi une influence hispanique par sa mère, d'origine basque, qui lui chantait souvent des mélodies de son pays. Cette inspiration se retrouve pendant toute la période créatrice du musicien (Pavane pour une infante défunte, L'Heure espagnole, Bolero, etc.). À noter que la Rapsodie espagnole est écrite et achevée un an avant Iberia de Claude Debussy : Ravel ne s'est donc pas inspiré de l'œuvre de Debussy.

### Conception
Une première version pour deux pianos de trois des quatre mouvements fut composée durant l'été 1907, suivie rapidement d'une orchestration. Le troisième mouvement, Habanera, avait été composé en 1895, dans sa version pour deux pianos, et créé en 1898, avant d'être orchestré en 1907-1908. Maurice Ravel avait été contrarié lors de la publication en 1903 et création en janvier 1904 de La Soirée dans Grenade de Claude Debussy, qu'il considérait, ainsi qu'il l'avait déclaré à Marguerite de Saint-Marceaux, comme un démarquage de sa Habanera demeurée inédite.

« 8 janvier [1904] [...] Ravel a joué aussi différentes choses de lui [...]. Une nouvelle mélodie pour orchestre, Asie, et un premier morceau d’une Sonatine d’une grande distinction. Debussy lui a volé paraît-il l’idée principale d’Habanera pièce faite par lui depuis dix ans
. »

Dans la partition imprimée de la Rapsodie espagnole aux éditions Durand, sous le titre de la Habanera figure la date de 1895, manière indirecte de bien marquer l'antériorité de cette pièce sur La Soirée dans Grenade.

### La dédicace
L'œuvre est dédiée à Charles Wilfrid de Bériot, professeur de piano du compositeur et fils de Charles-Auguste de Bériot, violoniste belge. 

### Première audition et réception critique
La création de la Rapsodie espagnole eut lieu le 15 mars 1908 au Théâtre du Châtelet par l'orchestre des Concerts Colonne sous la direction d'Édouard Colonne, où l'œuvre fut plutôt bien accueillie, avec, même, le deuxième mouvement, Malagueña, donné en bis. Après ce bis, depuis les galeries supérieures du Théâtre du Châtelet, Florent Schmitt, du cercle ravélien des Apaches, cria dans la salle :  « Encore une fois pour les gens d’en bas qui n’ont pas compris ! » ou  « Jouez-le une troisième fois, pour que ceux d’en bas comprennent ! ». À l’issue de l’audition du quatrième et dernier mouvement, Feria, Florent Schmitt cria de nouveau dans la salle : « Dites-leur bien que c’est du Wagner ! Ils trouveront ça très bien ! » ou  « Dites-leur que c’est du Wagner, ils applaudiront à tout rompre ». Parmi les avis flatteurs lors de la création, figure celui de Robert Brussel :

« L’œuvre de M. Ravel constitue l’une des plus intéressantes nouveautés de cette saison.
Je ne sais si elle nous donne un tableau authentique de l’Espagne ; comme je ne connais point ce pays, toute évocation me ravit pourvu qu’elle soit vivante et colorée, et celle de M. Ravel l’est parfaitement. Je sais bien que l’España de Chabrier a quelque mérite à avoir été conçue il y a vingt-cinq ans et qu’elle possède des plans plus arrêtés, que M. Albéniz nous a donné de savoureuses pièces toutes pleines de musique, et que les unes et les autres œuvres serviront sans doute aux détracteurs de M. Ravel. N’empêche que le Prélude à la nuit, avec son thème persistant de quatre notes, a infiniment de poésie, que la Malagueña a beaucoup de grâce, que la Habanera surtout est pleine d’imprévu dans son rythme à la fois ferme et ondoyant, et que la Feria vaut par une grande intensité de coloris. L’orchestre fourmille d’ingénieuses combinaisons très piquantes, que je ne saurais dénombrer ici.
. »

## Musique

### Mouvements de l'œuvre
La Rapsodie espagnole compte quatre parties et son exécution dure environ un quart d'heure. La seconde partie est une danse, proche du fandango, issue du folklore de Malaga. La Habanera est une reprise orchestrale d'une pièce pour deux pianos composée en 1895 et qui appartenait aux Sites auriculaires.
Les quatre parties ont pour titre :
- Prélude à la nuit, très modéré ;
- Malagueña, assez vif ;

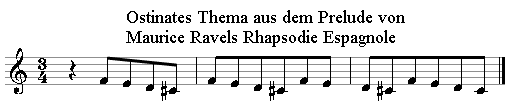
Thème de Prélude à la nuit

- Habanera, assez lent et d'un rythme las ;
- Feria, assez animé.

### L'orchestration
La composition requiert deux piccolos, deux flûtes, deux hautbois, un cor anglais, deux clarinettes, une clarinette basse, trois bassons, un sarrussophone, quatre cors, trois trompettes, trois trombones, un tuba, deux harpes et des cordes. La partition a recours à un grand nombre d'instruments de percussion (timbales, xylophone, tambours militaires, caisse claire, grosse caisse, gong), dont certains sont assez inhabituels dans un orchestre symphonique, notamment des castagnettes, des tambours de basque et un célesta.